# Antíoc VI Dionisi
Antíoc VI Dionisi (en llatí Dyonisus , en grec antic Αντίοχος ο Διόνυσος) fou rei selèucida entre el 145 aC i el 142 aC. Era fill d'Alexandre I Balas i de Cleòpatra Thea i va néixer cap a l'any 148 aC.
Quan Demetri II va prendre el poder el 147 aC els pillatges dels cretencs va fer revoltar als ciutadans d'Antioquia i només es va poder restaurar l'ordre a costa de massacrar als revoltats. Però no gaire després el general Diodot Trifó (un fidel d'Alexandre que s'havia passat a Demetri al darrer moment) es va apoderar d'Antioquia (145 aC) i va proclamar rei a l'infant Antíoc VI Dionisi, el fill d'Alexandre Balas d'uns tres anys. Demetri va quedar assetjat al palau reial i va cridar en ajut a les guarnicions de Palestina; els jueus van enviar tres mil homes que van salvar a Demetri, i va poder fugir a l'est i es va establir a Selèucia del Tigris.
Diodot no va tardar a matar Antíoc VI subornant als metges perquè l'infant morís en una operació quirúrgica, i seguidament es va proclamar rei a si mateix amb el nom de Diodot Trifó (140 aC) però no va poder dominar la part oriental del regne en mans de Demetri II que en aquell moment s'havia d'enfrontar amb l'atac dels parts que van ocupar Mèdia.